# Miquel Llompart Triadú
Miquel Llompart Triadú (1938-2013) va ser dirigent de billar.
Nascut a Barcelona el 14 d'octubre de 1932, durant la seva època d'estudiant d'enginyeria es va dedicar a la venda d'articles per al muntanyisme i l'esquí, i va practicar molts esports, com el tennis, el tennis de taula, la caça, la pesca submarina o el patinatge, fins que es va dedicar al billar, esport del qual va ser jugador durant disset anys en les modalitats de lliure i tres bandes. Va ser durant disset anys president del Club Billar Sant Martí i el 1980 va ser elegit president de la Federació Catalana de Billar. La seva presidència va ser la més llarga de la història de la Federació Catalana i va actuar sempre amb un gran consens, ja que va ser reelegit mitja dotzena de vegades com a president, cinc de les quals sense cap rival a les urnes, fins que va decidir deixar el càrrec el 2012. També va ser vicepresident de la Federació Espanyola durant disset anys, va formar part de la Junta Directiva de la Confederació Europea de Billar i de la Junta Directiva de la Unió de Federacions Esportives de Catalunya durant vuit anys i va ser un dels fundadors, l'any 1989, del Comitè Olímpic de Catalunya.